# 失落之城Z
失落之城Z（英語：Lost City of Z）是英國探險家波西·哈里森·福西特上校對一座古代城市的稱呼；他相信該城遺址就位在巴西馬托格羅索州的叢林中。根據南美洲早期的歷史記載與自己在亞馬遜河流域的探險經驗，福西特上校認為曾有一高度發展的古文明存在於亞馬遜地區，且該文明的遺跡很可能仍然佇立於該地。
福西特上校尋獲一份名為《512號手稿》的文件（現存於巴西國家圖書館）；一般相信該文件是由葡萄牙拓荒定居者若昂·席爾瓦吉馬良斯於1753年撰寫的。席爾瓦在手稿中提到他發現了一處古代城市的遺跡，城內有拱門、一座雕像與一座牆上刻滿象形文字的神廟；他對城市的描述鉅細靡遺，但卻未說明其確切位置。福西特上校將這座城市命名為「失落之城Z」，並決定要找出這座城市的遺址。
當福西特上校準備啟程進入巴西叢林尋找Z城時，第一次世界大戰正巧爆發，英國政府於是中止對該次遠征探險的援助。1920年，福西特上校獨自啟程前往尋找該城，但不久後即因染病發燒而被迫中止探險。1925年第二次尋找Z城的探險中，福西特、其長子傑克以及傑克的摯友羅利·里姆爾（Raleigh Rimell）等三人一同進入馬托格羅索叢林，卻就此下落不明。

## 探查歷史
根據當地欣古人曾在2018年國家地理頻道紀錄片《亞馬遜失落古城》（Lost Cities of The Amazon: The Legend is Real）中的描述，當時福西特上校一行人特地帶了禮物獻給族人以示善意，化解了族人原先不安的情緒，「不像他們的白人祖先」。待在部落的這段時間，福西特上校從族人口中得知許多當地的風俗與歷史，現今的研究人員更推論，當時族人應有向福西特上校提及過附近的欣古河上游源頭的古城，亦即被後來的考古學家發現的庫西庫古遺址，這對上校勢必產生了不小的影響。
不久後，福西特上校決定動身往更深入的地帶尋找，卻從此不見蹤影。一位年長的欣古族人曾在紀錄片中說道：「我們不清楚他最後到底去了哪裡，他可能迷路了，也可能被殺了——什麼事都有可能，只是我們不知道。」直到1992年，才由美國佛羅里達大學的人類學家 Michael J. Heckenberger 在當地人的帶領下，首次真正發現了庫西庫古，這離福西特上校失蹤已是超過半世紀的事。
如今據估計，庫西庫古遺址內可能含有至少20座城鎮與聚落，且曾有多達50,000人居住於該地，堪稱近代亞馬遜民族的最大聚落之一。雖然從當地的自然環境推測，當地人很難尋得適合的石材以搭建福西特上校原先所構想的石造建築群，但整座遺址的規模之大讓學者普遍相信庫西庫古很可能就是當年福西特上校在尋找的「失落之城Z」。

## 流行文化
美國記者大衛·格雷恩於2005年撰寫了一篇名為《失落之城Z》的文章，內容大抵記述福西特上校的探險歷程與發現，並發表於《紐約客》雜誌上。格雷恩後來擴充該文，並將內容發展為一部於2009年出版的長篇同名書籍。2016年，該書稍後又被改編為同名電影，由詹姆士·葛雷執導和編劇，並於2017年4月上映。

## 來源
- Fawcett, Percy and Brian Fawcett. - Lost Trails, Lost Cities',' Funk & Wagnalls (1953)
- Furneaux, Rupert. The World's Strangest Mysteries. New York: Ace Books, 1961.
- Thorpe, Vanessa, , The Guardian, 21 March 2004  [19 May 2007]
- Smith, Warren. Lost Cities of the Ancients-Unearthed!. Zebra Books. New York. 1976.
- Time: "Fawcett of the Mato Grosso"（页面存档备份，存于）.  25 May 1953, URL accessed 18 May 2007.

## 延伸閱讀
- Grann, David. . Doubleday. 2009. ISBN 978-0-385-51353-1.
- Langer, Johnni. . Revista Brasileira de História. 2002, 22 (43): 126–152  [October 19, 2013]. ISSN 1806-9347. doi:10.1590/S0102-01882002000100008 （葡萄牙语）.[]
  - Fleming, P. Brazilian Adventure Oxford: Alden Press, 1933
  - Reprinted Northwestern University Press, 1999, ISBN 9780810160651.

## 外部連結
- Movie: The Secret of El Dorado（页面存档备份，存于）
- Manuscript 512, English translation.（页面存档备份，存于）, Fawcett Adventure website
- Secrets of the Dead - Lost in the Amazon. PBS video special on Fawcett's quest for the City of Z.（页面存档备份，存于）

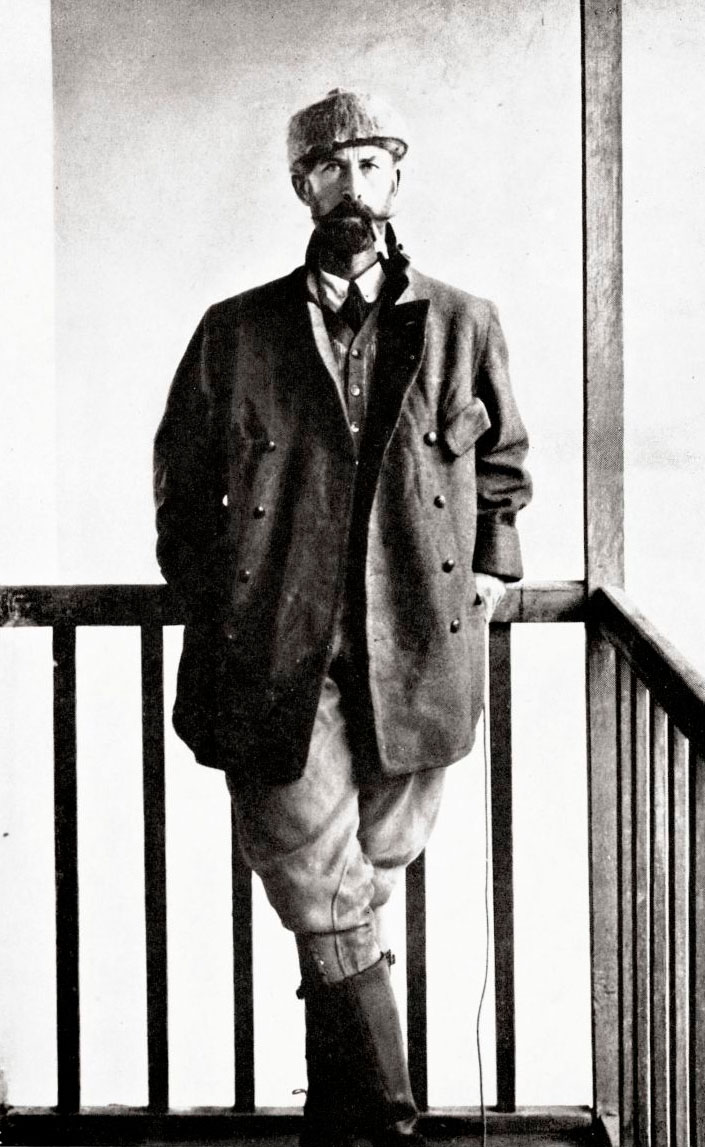
波西·哈里森·福西特上校，攝於1911年。

- [http://www.newyorker.com/magazine/2005/09/19/the-lost-city-of-z（页面存档备份，存于） David Grann, "The Lost City of Z", The New Yorker, 19 September 2005
- David Grann, "Under the Jungle", 2010（页面存档备份，存于）, The New Yorker